# 裸頸鯊
裸頸鯊（学名：Favonigobius gymnauchen），又名裸項蜂巢鰕虎魚，为鰕虎科蜂巢鰕虎魚屬下的一个种。它分布於中国沿海，南至琉球、菲律宾一带的礁石或沙泥底质浅水区，一般体长为42— 60 mm，以50～55 mm的个体较多。